# Offa’s Dyke

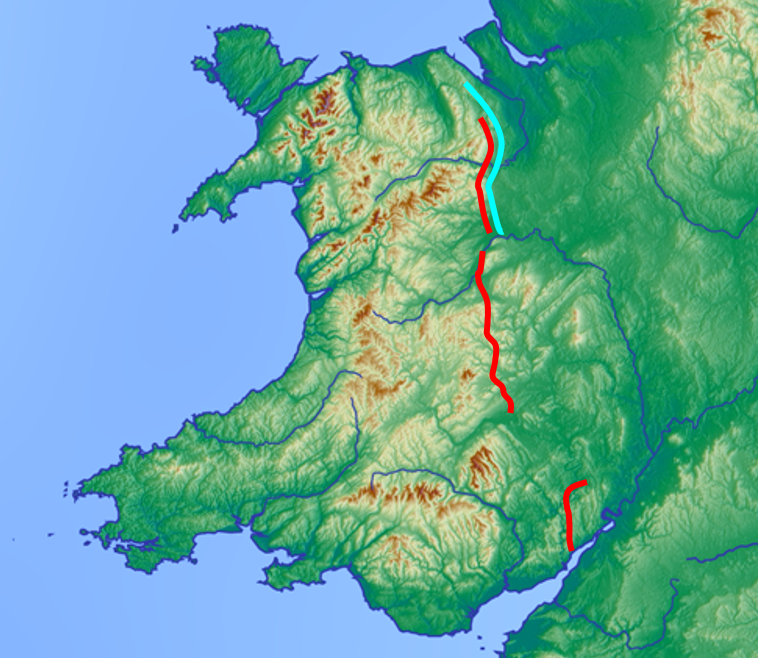
Offa’s Dyke (rote Linie) und Wat’s Dyke (blaue Linie)

Offa’s Dyke ist ein frühmittelalterlicher Grenzwall in Großbritannien. Die Wallanlage wurde zur Abgrenzung des angelsächsischen Königreichs Mercien zu den keltischen Fürstentümern im heutigen Wales errichtet und gilt als eines der größten und am besten erhaltenen frühmittelalterlichen Bauwerke in Westeuropa.

## Lage
Die in Nord-Süd-Richtung verlaufende Wallanlage beginnt bei Prestatyn in Flintshire und führt durch Wrexham County Borough, Shropshire, Powys und Herefordshire bis nach Sedbury in Gloucestershire. Sie besteht aus mehreren Abschnitten, die zusammen 129 km lang sind. Insgesamt erstreckt sich der Wall über eine Länge von 210 km und folgt in etwa der heutigen Grenze zwischen England und Wales, einige Abschnitte bilden bis heute die Grenzlinie zwischen den beiden Ländern. Die größte Unterbrechung befindet sich im südlichen Herefordshire; es wird vermutet, dass hier niemals ein Wall bestand.

## Geschichte

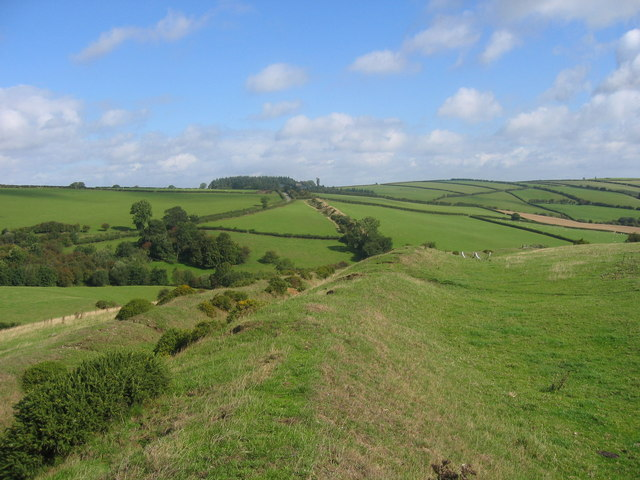
Offa’s Dyke bei Newcastle, Shropshire

Die genaue Entstehung und der Zweck der Wallanlage sind immer noch umstritten. Wahrscheinlich wurde er ab 780 auf Anordnung des angelsächsischen Königs Offa von Mercien errichtet, um als Begrenzung des angelsächsischen Königreichs zu den walisischen Fürstentümern zu dienen. Durch die angelsächsische Landnahme war die Grenze zum keltisch verbliebenen Wales nicht nur eine politische, sondern auch eine kulturelle Grenze geworden. Die Errichtung der Wallanlage war eine logistische, politische und geographische Herausforderung für das angelsächsische Mercien und gilt als Beweis für die leistungsfähige Verwaltung des Reichs. Die Wales zugewandte Seite war sehr steil ausgeführt und besaß vermutlich mindestens stellenweise eine hölzerne Brustwehr, doch diente die Wallanlage im Gegensatz zu anderen Grenzwällen wie dem Hadrianswall nie vorrangig zur Grenzverteidigung, sondern eher als Landwehr. Sie sollte auch Raubzüge der Waliser auf angelsächsisches Gebiet verhindern, doch war sie vermutlich nicht zur Abwehr eines direkten Angriffs geplant. Die Existenz von Wachttürmen entlang des Walls ist umstritten, dazu besaß der Wall keine begleitenden Straßen und weiteren Befestigungen oder Einrichtungen für eine Garnison. In seiner Anlage ist er vergleichbar mit den angelsächsischen Grenzwällen Wat’s Dyke, Wansdyke und Devil’s Dyke in Großbritannien, die jedoch alle wesentlich kleiner waren, sowie mit dem Danewerk in Dänemark.
Obwohl die Wallanlage wahrscheinlich nie aktiv verteidigt wurde, galt sie fortan als sichtbare Grenzlinie zwischen den Walisern und ihren Gegnern, den Angelsachsen bzw. Engländern, und förderte in den folgenden Jahrhunderten den Erhalt der walisischen Identität. Der britische Reiseschriftsteller George Borrow schrieb in seinem 1862 erschienenen Buch Wild Wales, dass „für die Engländer der Brauch bestand, jedem Waliser östlich des Walls die Ohren abzuschneiden, während die Waliser jeden Engländer westlich des Walls aufhängten“. Bis heute ist die Wallanlage landschaftsprägend. Wegen seiner einzigartigen Bedeutung hat Großbritannien 2010 versucht, die Aufnahme des Baudenkmals in das Weltkulturerbe der UNESCO zu beantragen, doch zugunsten anderer Baudenkmale wurde 2011 der Antrag zurückgezogen.

## Anlage

Schematischer Querschnitt der Wallanlage

Die frühmittelalterliche Wallanlage ist insgesamt noch gut erhalten. Sie besteht im Wesentlichen aus einem massiven Erdwall mit einem westlich vorgelagerten Graben. Von der Grabensohle ist der Wall heute noch bis zu 6 m hoch. Die Wallanlage passt sich dem teils hügeligen Gelände des Gebiets der Welsh Marches an. Von dem Wall bietet sich teils ein weiter Blick auf walisisches Gebiet, während er andererseits den Ausblick von walisischem Gebiet auf England hindert. Auch wenn die Wallanlage stellenweise durch Erosion, Bebauung oder durch Abtragung und Einebnung zerstört wurde, ist der Verlauf fast überall noch gut erkennbar. Besonders wo die Wallanlage noch mit Hecken oder Baumreihen versehen ist, ist sie heute noch landschaftsprägend. Teilweise ist noch die Kontereskarpe, die äußere Böschung des Grabens, erhalten, besonders gut erhaltene Abschnitte befinden sich vor allem in den ländlichen Regionen von Wrexham sowie im Bergland von Powys und Shropshire.
Archäologische Untersuchungen haben bestätigt, dass die Wallanlage in einer Bauphase errichtet und danach fast nicht mehr ergänzt oder wesentlich verändert wurde. Nur kleine Abschnitte wurden später verändert und umgenutzt, wie ein Abschnitt entlang des Severn, der als Hochwasserschutz genutzt wurde. Ein anderer Teil des Walls wurde in die Stadtbefestigung von Knighton einbezogen, während weitere Abschnitte für die Anlage von Wegen oder Straßen genutzt wurden.
Alle offenen Abschnitte des Offa’s Dyke, mit Ausnahme der durch Häuser oder Straßen überbauten Abschnitte, sind in England und Wales als Scheduled Monument geschützt. Wegen seines Baum- und Pflanzenbestandes, darunter der alten Wälder im unteren Tal des Wye, stehen Abschnitte als Site of Special Scientific Interest oder als National Nature Reserve unter Naturschutz. Der 10 km lange Abschnitt im unteren Wye Valley gehört zum Wye Valley Area of Outstanding Natural Beauty, ein 20 km langer Abschnitt in den Clun Hills gehört zum Shropshire Hills Area of Outstanding Natural Beauty. Einige Wälle des Llanymynech Hill wurden in Offa’s Dyke (coflein Nprn306866) integriert. Der Großteil der Wallanlage liegt auf privaten Grundstücken, doch ist sie durch das Öffentliche Wegerecht allgemein zugänglich. Zwischen Sedbury Cliffs in Gloucestershire und Chirk Castle bei Wrexham verläuft der 1971 eröffnete Fernwanderweg Offa’s Dyke Path auf oder nahe der Wallanlage.
In Knighton in Powys unterhält die Offa’s Dyke Association das Offa’s Dyke Centre als touristisches Informationszentrum zur Geschichte, zur Natur und zu den Wanderwegen entlang der Wallanlage.